# Linuxカーネルメーリングリスト
Linuxカーネルメーリングリスト（英語: Linux kernel mailing list、LKML）とは、Linuxカーネルの開発のための主要なメーリングリストであり、カーネルに関する発表、議論、討論、言い争いの大部分がここで行われる。
Linuxカーネルのさまざまなサブシステムやポートについて議論するメーリングリストは他にもたくさんあるが、LKMLはLinuxカーネルの開発者間の主要なコミュニケーションチャネルである。
LKMLは非常に大きいメーリングリストで、毎日約1,000件のメッセージが送信される。そして、それらのメッセージのほとんどはカーネルコードのパッチである。
Linuxは、カーネル開発が行われる「バザール」であるLKMLによって管理されるワークフローを利用している。
LKMLは、次のような用途のために使用されている。
- 世界中のLinuxカーネル開発者がパッチを共有し、実装の詳細について議論し、その他の問題を議論する中心的な場所として機能している[1]。
- Linuxカーネルの公式リリースは、LKMLへの電子メールで発表される[6][7][8]。
- 新しい機能について議論される。なお、ほとんどのコードは実行される前にリストに投稿される[3]。
- バグの報告先のメンテナが見つからない場合に備えて、Linuxカーネルのバグを報告するための場所にもなっている[9]。
- ミシェル・デリオ（英語版）は、Linuxの公式マスコットであるTuxが提案され、改良されたのはLKMLであったことを示唆している[10]が、他の記事での彼女の報告の正確性については不明とされている[11]。
- Linuxカーネルに関連する多くの企業が、LKMLにて発表や提案を行っている。例として、Novell[12]、Intel[13][14]、VMware[15][16]、IBM[17]などが挙げられる。

LKMLの登録者には、すべてのLinuxカーネルメンテナーのほか、Jeff V. Merkeyやエリック・レイモンドなど、Linux関連で知られている人物がいる。
2000年の調査では、少なくとも30カ国から14,535人が、1995年から2000年の間に少なくとも1通の電子メールをLKMLに送信して、Linux開発の議論に参加したことがわかった。
次のような本の著者は、研究や調査にLKMLを利用している。
- The Linux Kernel Development As A Model of Open Source Knowledge Creation[20]
- Motivation of Software Developers in Open Source Projects[21]
- Recovering Device Drivers[22]

## マスコミの報道
LWN.netではLKMLに関する議論が頻繁に取り上げられ、ニュースレターKernel Trafficでは2005年11月までLKMLの活動が取り上げられていた。
それらのサイトの殆どには、lore.kernel.org/lkml、lkml.org、mail-archive.com、およびmarc.infoなどのメーリングリストのアーカイブが含まれている。

## LKMLでのリーナス・トーバルズ
リーナス・トーバルズは、LKMLにて他の開発者に怒りながら意見に反対することで知られている。
彼は自分自身を「really unpleasant person」（本当に不快な人）と呼んでおり、後に「私はいい人になり、罵倒を減らし人々を応援し成長させたいと思い、努力しました。ですが、私には無理でした。」と説明した。
彼が主張を明確にするために必要だと考えている彼の態度は、インテルのプログラマーのセージ・シャープやSystemdの開発者のレナート・ポッターリングなどから反対を集めている。
2018年、トーバルズはカーネルの開発を中断して行動の改善に取り組み、行動規範を制定した。